# Margaret Stacey
Margaret Stacey (geb. Margaret Petrie; * 27. März 1922 in London; † 10. Februar 2004 in Warwick) war eine britische Soziologin, die von 1974 bis 1989 als Professorin an der University of Warwick forschte und lehrte. Sie wird zu den Pionierinnen der Gesundheitssoziologie gezählt. Von 1981 bis 1983 amtierte sie als Präsidentin der British Sociological Association.

## Schriften (Auswahl)
- Regulating British medicine. The General Medical Council. Wiley, Chichester/New York 1992, ISBN 0471931896.
- Hospitals, children and their families. The report of a pilot study. Routledge & K. Paul, London 1970, ISBN 0710067836.
- Methods of social research. Pergamon Press. Oxford/New York 1969.
- Tradition and change. A study of Banbury. Oxford University Press, London 1960.